# TypePad
TypePad是SAY Media公司（Six Apart和VideoEgg合并而成）的博客服务。最初由Six Apart推出于2003年10月，搭建于Six Apart的Movable Type平台，TypePad是一个付费的博客服务，并提供14天免费试用期。